# ديكستر جيوريب
ديكستر جيوريب (بالإنجليزية: Dexter Xuereb)‏ هو لاعب كرة قدم مالطي، ولد في 21 سبتمبر 1997 في مالطا.

## وصلات خارجية
- ديكستر جيوريب على موقع الاتحاد الدولي (مؤرشف)  (الإنجليزية)
- ديكستر جيوريب على موقع الاتحاد الأوربي (الإنجليزية)
- ديكستر جيوريب على موقع قاعدة بيانات كرة القدم.إي يو (الإنجليزية)
- ديكستر جيوريب على موقع بيانات كرة القدم. دي إي (الألمانية)
- ديكستر جيوريب على موقع ناشيونال فوتبول تيمز (الإنجليزية)
- ديكستر جيوريب على موقع Soccerbase.com (لاعب) (الإنجليزية)
- ديكستر جيوريب على موقع Soccerway.com (الإنجليزية)
- ديكستر جيوريب على موقع عالم كرة القدم.نت (الإنجليزية)